# Cancún
Cancún – miasto położone w północnej części stanu Quintana Roo, w Meksyku, na wybrzeżu Morza Karaibskiego. Nazwa pochodzi prawdopodobnie od Kaan kuum, co w języku Majów oznacza „gniazdo węży“. Dzisiejsza pisownia, to fonetyczny zapis tego słowa po hiszpańsku. Cancún jest siedzibą władz gminy Benito Juárez. W mieście rozwinął się przemysł spożywczy.

## Historia
Historia miasta Cancún jest krótka, gdyż rozpoczęła się w latach sześćdziesiątych XX w., gdy zapadła decyzja o budowie miejscowości wypoczynkowej, mogącej konkurować z Acapulco. W 1969 roku zdecydowano, że inwestycja będzie zlokalizowana w Cancún. Postawiono sobie trzy główna cele:
- zbudowanie miasta, będącego zapleczem usługowym miejscowości wypoczynkowych,
- zbudowanie oddzielnej strefy wypoczynkowej z hotelami,
- budowę międzynarodowego lotniska mogącego obsługiwać ruch turystyczny.

Pierwszy hotel otwarto w 1974 roku. Od tamtego czasu obserwowany jest ciągły wzrost zainteresowania tym miejscem, zwłaszcza wśród amerykańskich turystów. Spowodowane jest to tym, że obsługa mówi płynnie po angielsku, rachunki płacić można w dolarach, a restauracje serwują znane turystom potrawy.

## Turystyka
Rozwój turystyki był bardzo dynamiczny. Podczas gdy w 1976 roku hotele oferowały 1500 pokoi hotelowych, w 1982 roku 5700, w 1988 roku 12000, to obecnie jest ich już 24000 w ponad 140 hotelach. Oprócz wypoczynku na plaży oferuje się turystom wypoczynek aktywny, czyli przede wszystkim nurkowanie. Jest to jedna z najbardziej luksusowych miejscowości wypoczynkowych w Meksyku.
Na terenie Cancún można znaleźć również miejsca cenne historycznie, takie jak:
- strefa archeologiczna El Rey
- strefa archeologiczna El Meco
- Muzeum Archeologiczne z artefaktami kultury majańskiej[4]

## Przestępczość
W XXI wieku Cancún w dużej mierze uniknęło rozlewu krwi związanego z handlem narkotykami, ale jest znane z detalicznej sprzedaży narkotyków turystom, a także z tego, że jest ośrodkiem prania pieniędzy. Powiązania zorganizowanych grup przestępczych z Cancún sięgają lat 90. i początku XXI wieku, kiedy obszar ten był kontrolowany przez kartele narkotykowe z Juárez i Gulf. Według amerykańskiej Agencji ds. Walki z Narkotykami do 2010 roku Los Zetas, grupa, która oderwała się od kartelu del Golfo, przejęła kontrolę nad wieloma szlakami przemytu przez Jukatan.
W mieście doszło do wielu aktów przemocy związanych z handlem narkotykami. W latach 2013–2016 doszło do 76 morderstw: 31 w 2016 roku i co najmniej 193 w 2017 r., przy czym zdecydowana większość miała związek z handlem narkotykami. Większość z nich miała miejsce w centrum miast, a różne przypadki przemocy z użyciem broni palnej miały miejsce w tak zwanej „Zona Hotelera”. Począwszy od 2018 r., kiedy nastąpiła wysoka fala przemocy, liczba zabójstw w Cancún przekroczyła średnią krajową. Tylko w styczniu 2018 r. miały miejsce 33 zabójstwa, czyli trzykrotnie więcej niż w styczniu 2017 r.
Akty przemocy zaczęły wywierać presję na branżę turystyczną, gdzie w styczniu 2019 r. w Cancún odnotowano pierwszy od siedmiu lat spadek liczby turystów międzynarodowych.

## Inne informacje
W tym mieście 25 lutego 2014 roku zmarł na atak serca wybitny hiszpański gitarzysta flamenco Paco de Lucía.

## Galeria

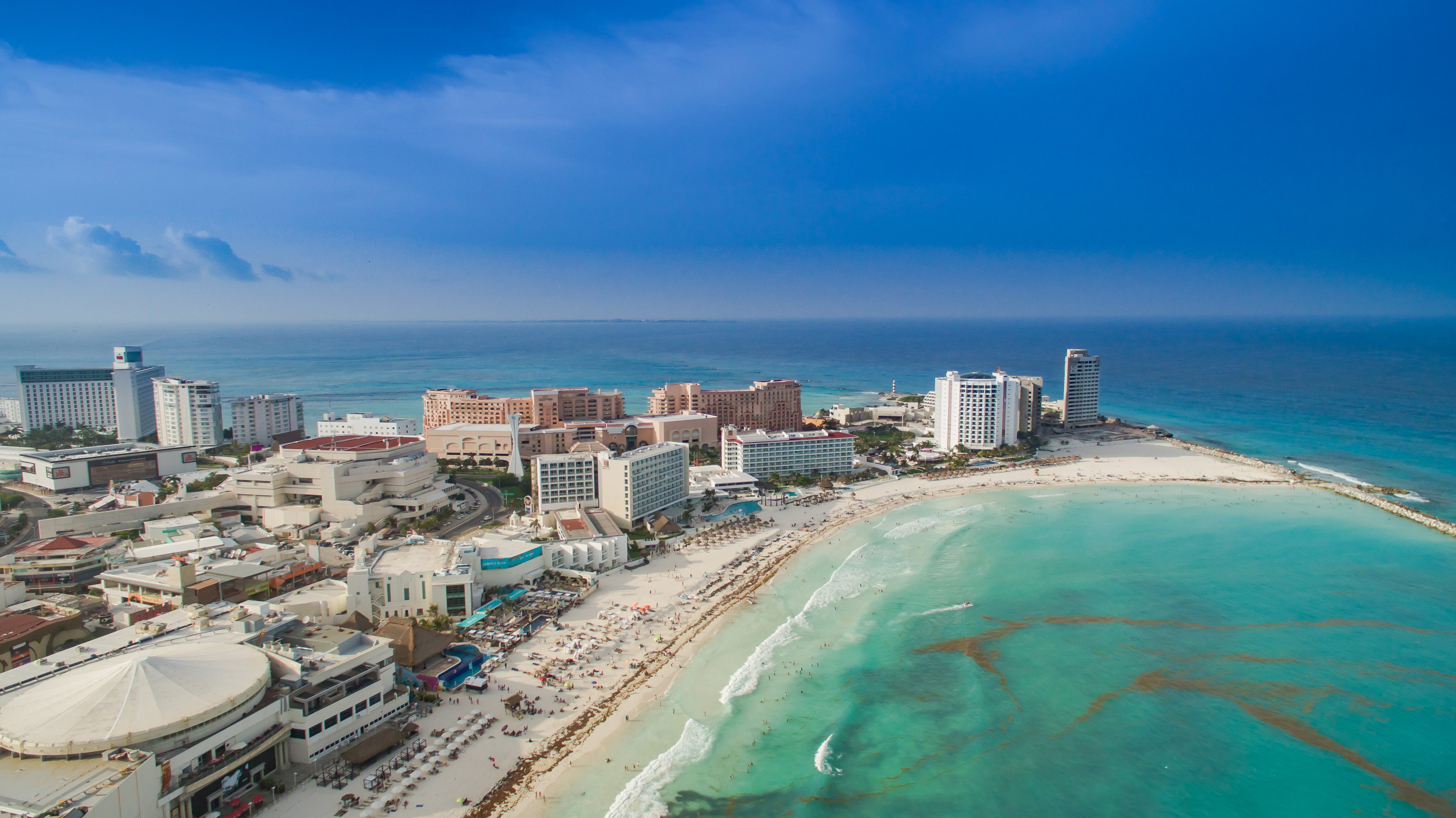
Lotnicze zdjęcie Cancun
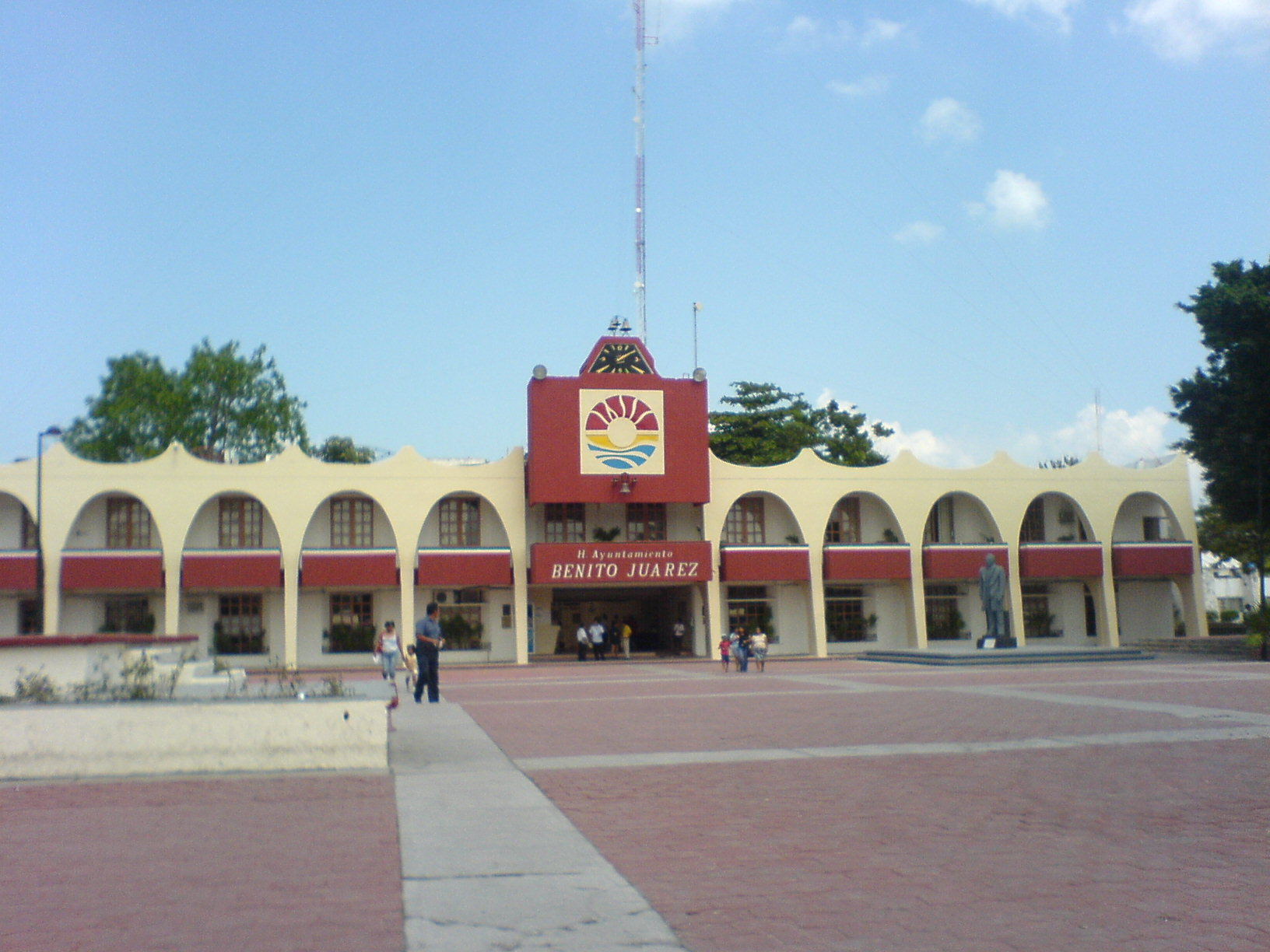
Ratusz miejski
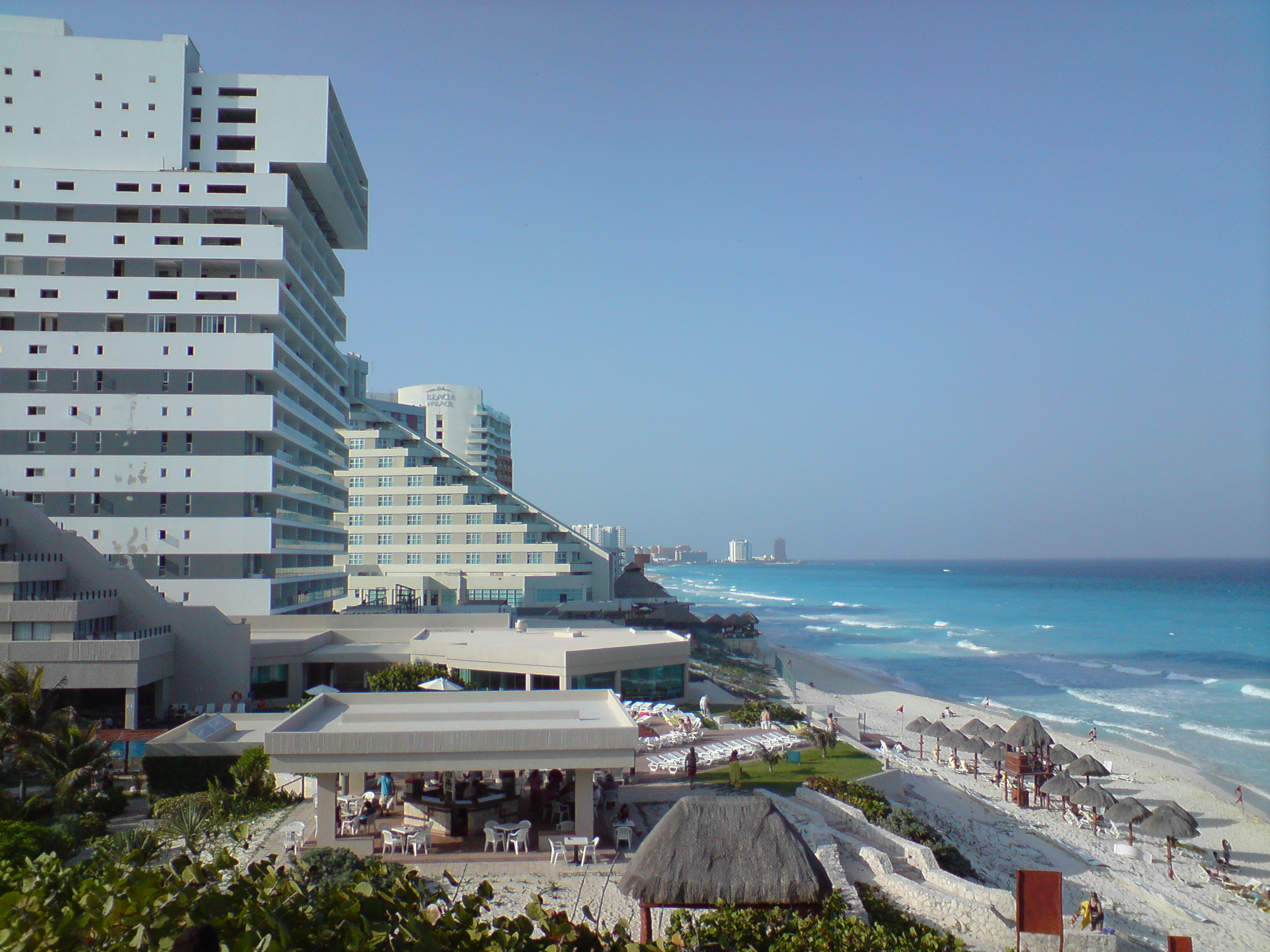
Zabudowa hotelowa nad plażami Cancun
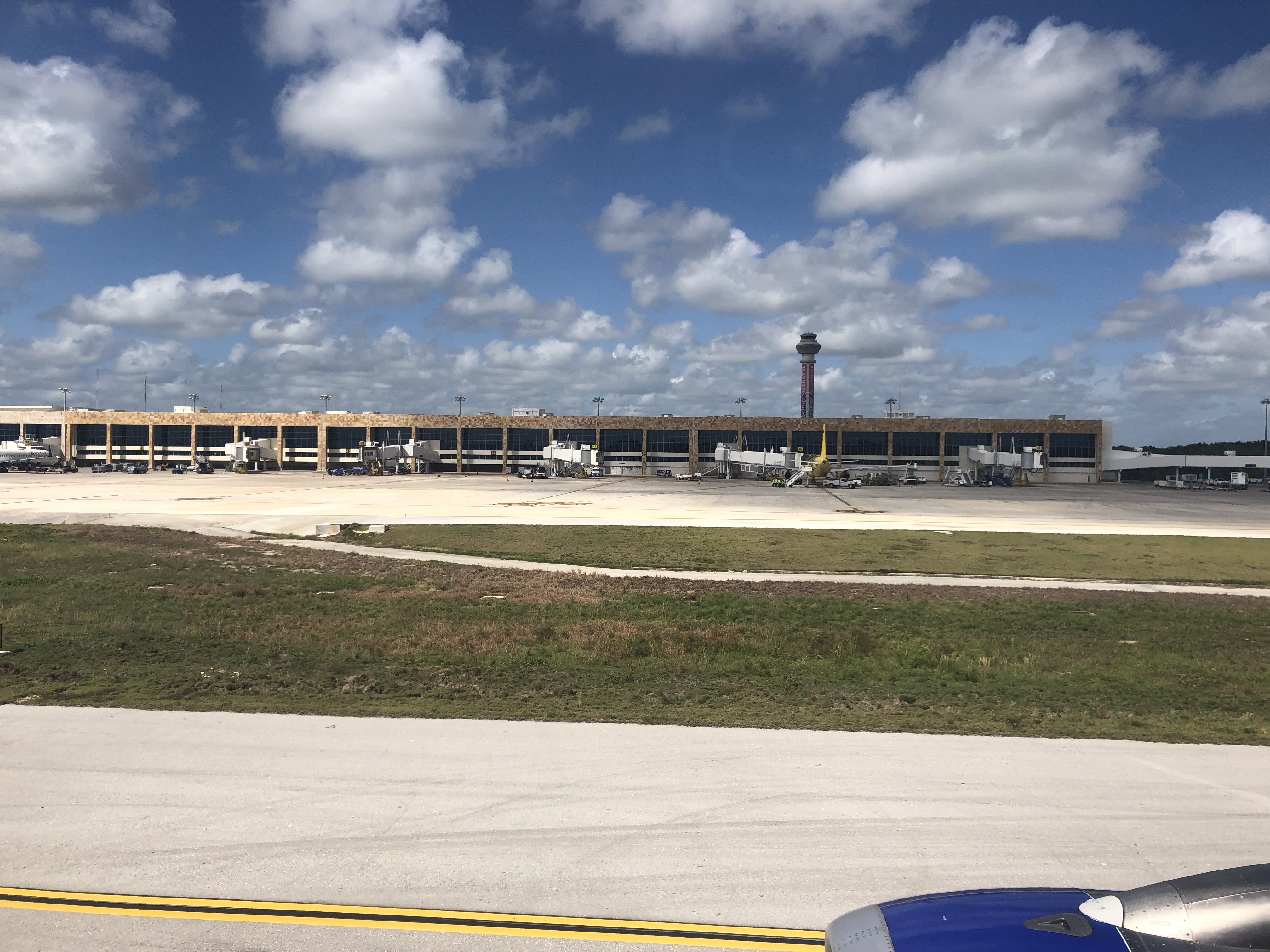
Lotnisko w Cancun
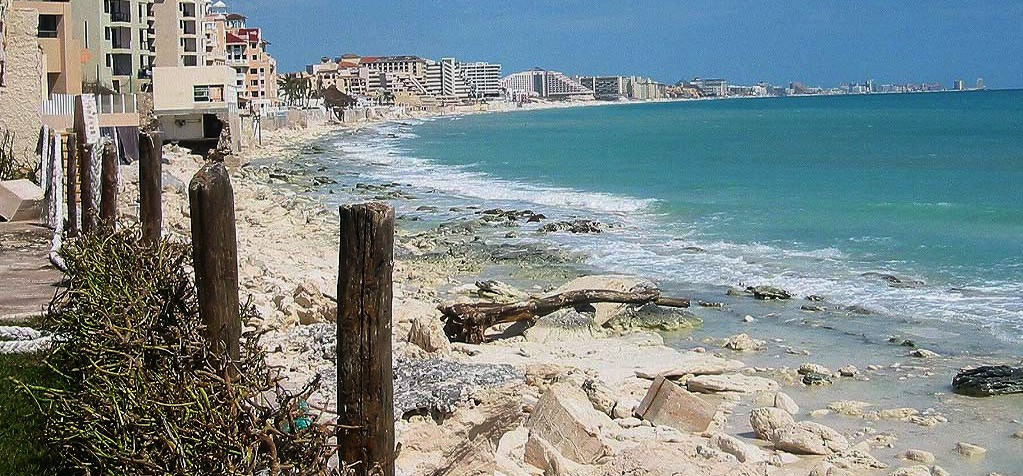
Wybrzeże Cancun po huraganie Wilma w 2005 roku
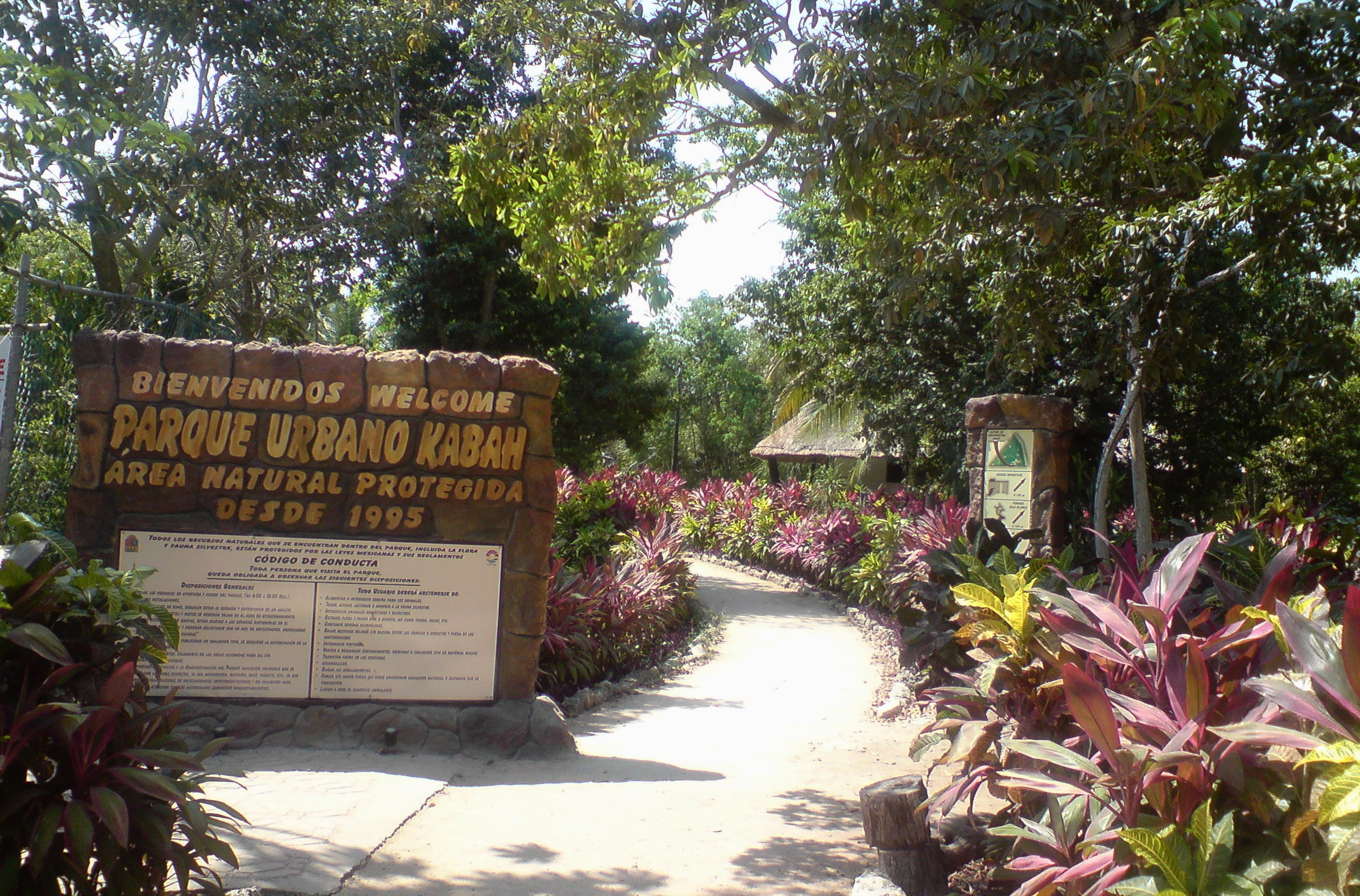
Park miejski Kabah
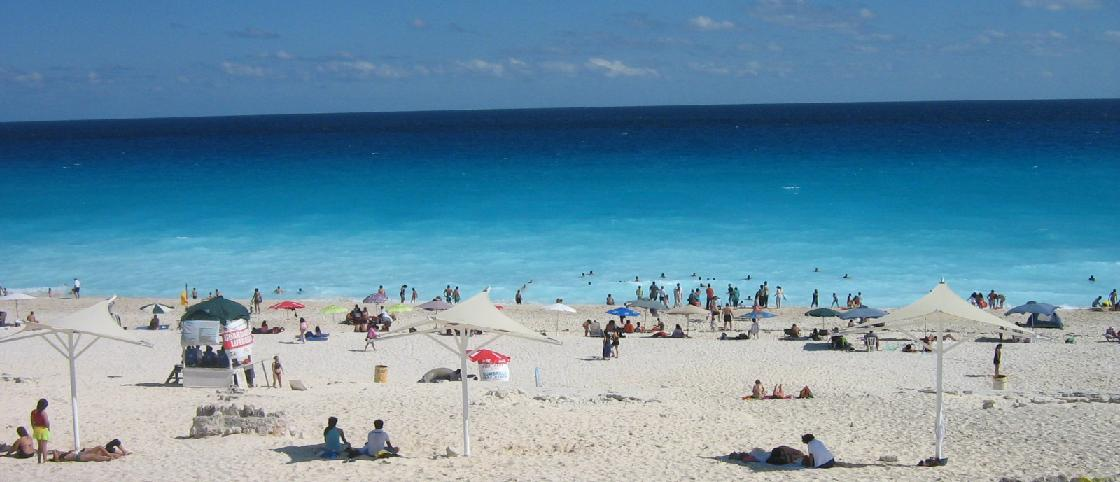
Plaża Delfines w Cancun
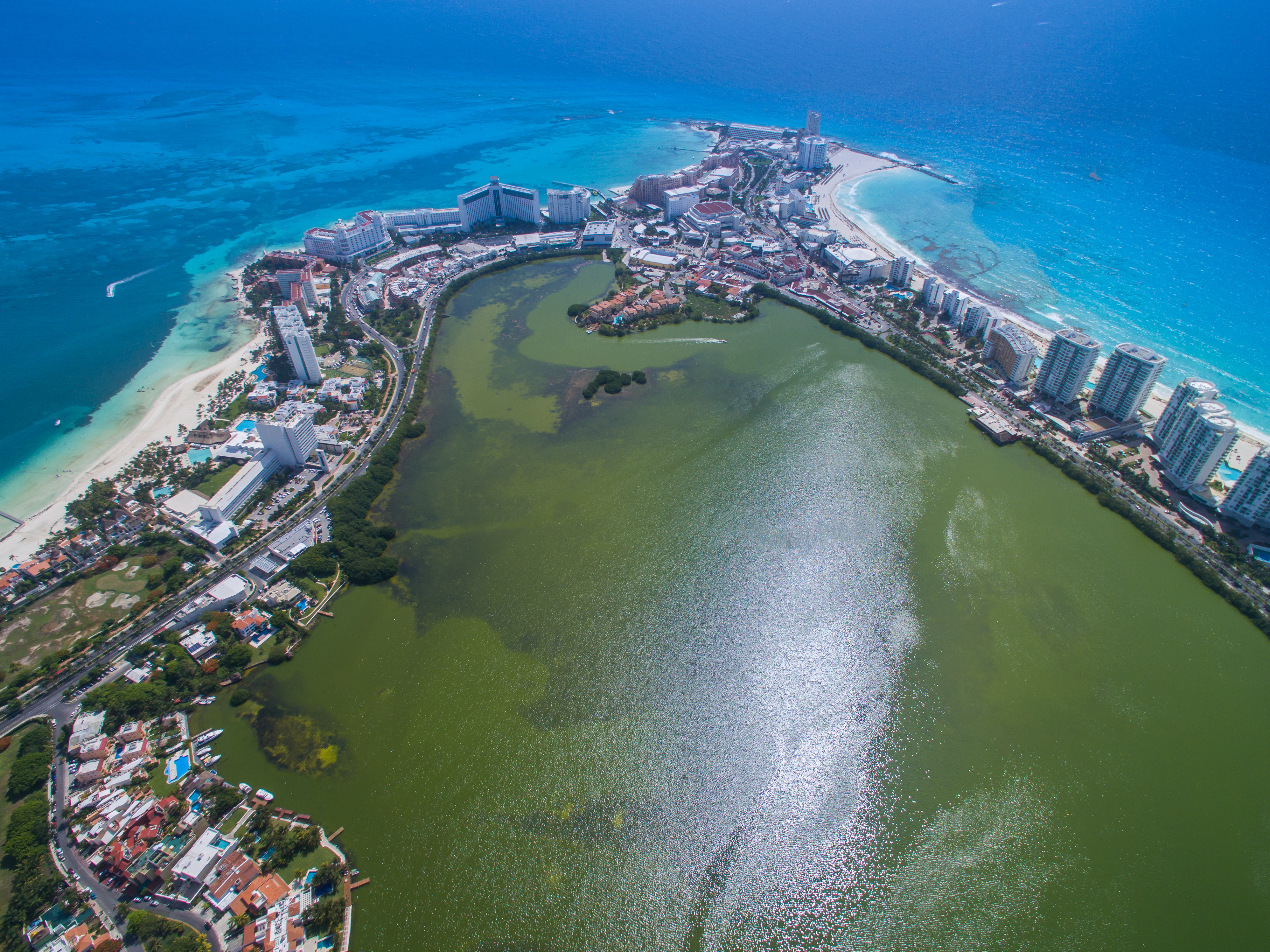
Laguna Nichupté

## Miasta partnerskie
- Ceccano, Włochy
- Antigua Guatemala, Gwatemala
- Punta del Este, Urugwaj
- Mar del Plata, Argentyna
- Mérida, Meksyk
- Oaxaca, Meksyk
- Puebla, Meksyk
- Timișoara, Rumunia
- Taxco de Alarcón, Meksyk
- Tijuana, Meksyk
- Tela, Honduras
- Tlaquepaque, Meksyk
- Varadero, Kuba
- Wichita, Stany Zjednoczone
- Granadilla de Abona, Hiszpania
- Tuxtla Gutiérrez, Meksyk
- Maldonado, Urugwaj
- Jalapa Enriques, Meksyk